# Mirante da Chapada dos Guimarães
O Mirante da Chapada dos Guimarães é um mirante na cidade de Chapada dos Guimarães, Mato Grosso. Está localizado na face sul dos paredões, propiciando uma vista para a planície pantaneira e também de onde se avista Cuiabá, capital de Mato Grosso. Neste mirante existe um marco geodésico onde comulmente se atribui como o Centro Geodésico da América do Sul, porém trata-se de um complemento do marco localizado em Cuiabá, o qual é, segundo geógrafos, o ponto exato do centro da América do Sul. Assim, este mirante não é o centro geodésico, mas sim o monumento natural do centro geodésico da América do Sul, ponto equidistante entre os oceanos Atlântico e o Pacífico. Foi tombado como patrimônio em 15 de março de 2010.